# Estación Metán
San José de Metán es una estación de ferrocarril ubicada en ciudad de San José de Metán, provincia de Salta, Argentina.

## Historia
La estación fue abierta al tránsito en junio de 1886 por el Ferrocarril Central Norte Argentino.
El 21 de diciembre de 1916 se habilitó el Ramal C12 hacia Avia Terai.
En 1921 se instala el depósito de locomotoras de vapor.

## Servicios
No presta servicios de pasajeros, sólo de cargas. Sus vías e instalaciones están a cargo de la empresa estatal Trenes Argentinos Cargas.
Hasta 1993, Metán era una de las estaciones donde paraba el tren "El Norteño" que unía Retiro con Salta y Jujuy, vía Rosario, Córdoba y Tucumán. Era uno de los servicios principales del Ferrocarril Belgrano. Desde entonces no corren trenes de pasajeros.